# 澳大利亚国家女子足球队
澳大利亞國家女子足球隊是澳大利亞足球協會 (FFA)由理事機構監督澳洲足球的隊伍。是當前亚洲足球联合会（AFC）及東南亞足球協會（AFF）區域，此前至2006年為大洋洲足球協會（OFC）成員。該隊官方暱稱是the Matildas（來自澳大利亞的民歌「叢林流浪」），在1995年以前被稱為“女性足球”。

## 歷史

### 2023年世界盃，作為東道主獲得最佳成績
2020年6月25日澳洲宣布申辦決定後，將與新西蘭共同主辦2023年國際足協女子世界盃。作為東道主的澳洲被分入B組，該組還包括加拿大、尼日利亞和首次亮相的愛爾蘭。
澳洲在小組賽第一戰以1-0戰勝愛爾蘭，並憑藉點球打入唯一進球，卻隨後他們以 3-2 敗給了尼日利亞，面臨被淘汰出局的危險。最後澳洲竟以4-0擊敗2020年奧運冠軍加拿大。這不僅是澳洲在世界杯比賽中取得的最大勝利，而且隨著尼日利亞與愛爾蘭的比賽打成平局，澳洲首次在世界杯上獲得小組第一。
十六强中，澳洲隊上下半場各進一球，以2-0擊敗丹麥隊。八强中，澳洲與法國碰頭，雙方戰至120分鐘仍未有入球進帳，在最後的點球大戰中以7-6擊敗法國。 澳洲與法國的四分之一決賽也出現了女足世界杯歷史上最長的點球大戰。同時澳洲仍破紀錄晉級世界盃最後四强，與後來的冠軍西班牙成為當屆最大黑馬之一。
可是，澳洲在準決賽中被英格蘭以3-1擊敗，未能晉身決賽，轉戰季軍戰。在季軍戰中最終以2-0敗于瑞典，獲得殿軍。澳洲在今屆世界盃雖敗猶榮，殿軍亦成為澳洲在世界盃的最佳成績。

## 賽事成績

### 世界盃
| 年份 | 最終成績 | 排名     | 比賽     | 勝       | 和*      | 負       | 入       | 失       |
| ---- | -------- | -------- | -------- | -------- | -------- | -------- | -------- | -------- |
| 1991 | 未能晉級 | 未能晉級 | 未能晉級 | 未能晉級 | 未能晉級 | 未能晉級 | 未能晉級 | 未能晉級 |
| 1995 | 小組賽   | 12th     | 3        | 0        | 0        | 3        | 3        | 13       |
| 1999 | 小組賽   | 11th     | 3        | 0        | 1        | 2        | 3        | 7        |
| 2003 | 小組賽   | 13th     | 3        | 0        | 1        | 2        | 3        | 5        |
| 2007 | 八強     | 6th      | 4        | 1        | 2        | 1        | 9        | 7        |
| 2011 | 八強     | 8th      | 4        | 2        | 0        | 2        | 6        | 7        |
| 2015 | 八強     | 7th      | 5        | 2        | 1        | 2        | 5        | 5        |
| 2019 | 十六強   | 9th      | 4        | 2        | 1        | 1        | 9        | 6        |
| 2023 | 殿軍     | 4th      | 7        | 3        | 1        | 3        | 10       | 8        |
| 總計 | 8/9      | /        | 33       | 10       | 7        | 16       | 48       | 58       |

*賽和包括淘汰賽憑互射十二碼決定勝負的賽事。
**金色背景代表勝出是項賽事。紅色邊界代表以主辦國身份參賽。

## 另見
- 澳洲女子足球聯賽 – Current Australian women's national league